# Miconia rufa
Miconia rufa là một loài thực vật có hoa trong họ Mua. Loài này được (Griseb.) Triana mô tả khoa học đầu tiên năm 1871.